# Доминиканско-израильские отношения
Израильско-доминиканские отношения — двусторонние международные исторические и настоящие политические, дипломатические, военные, торговые, экономические, культурные и иные отношения между Доминиканской Республикой и Государством Израиль.
У Израиля есть посольство в Санто-Доминго. На февраль 2019 года послом является Даниель Биран Байор. Израильский посол в Доминикане также является нерезидентным послом в Гаити, Ямайке, Доминике, Гренаде, Антигуа и Барбуда, Сент-Люсии, Сент Винсен и Гренадинах, а также в Сент Киттс и Невис.
У Доминиканы есть посольство в Тель-Авиве. В феврале 2014 года послом был Александр де ла Роса.

## История
Отношения между Доминиканской Республикой и еврейским народом зародились на Эвианской конференции в 1938 году, когда решался вопрос о помощи еврейским беженцам, спасавшимся от нацистского режима в Германии. Тогда, доминиканские власти обязались предоставить 100 000 виз еврейским беженцам из Европы. Прибывшие в Доминикану беженцы основали город Сосуа, в котором их потомки живут до сих пор. Доминиканская республика по результатам конференции стала единственной страной в мире, которая обязалась принять еврейских беженцев.
В 1947 году представитель Доминиканской республики в ООН голосовал за План ООН по разделу Палестины, что привело в конечном счёте к созданию Государства Израиль.
Доминиканская Республика и независимое Государство Израиль установили связи в 1948 году.
В 1980 году в Израиле был принят закон, провозглашающий Иерусалим «единой и неделимой» столицей страны. После этого Совбез ООН принял резолюцию о переносе посольств из Иерусалима в Тель-Авива. Девять латиноамериканских стран поспешили исполнить резолюцию как можно скорее, однако Доминиканская республика и Гватемала тянули с решением до 1982 года, однако в итоге вынуждены были последовать за другими.
В июле 2009 года с официальным визитом Израиль посетил президент Доминиканской республики Леонель Фернандес в сопровождении делегации из 30 бизнесменов и чиновников. После этого визита планировался ответный визит израильской делегации из представителей хай-тек, биотехнологических и телекоммуникационных компаний в Доминикану.
В ноябре 2011 года Доминикану посетила министр сельского хозяйства Израиля Орит Нокед.
В феврале 2014 года в дни празднования 170-летия независимости Доминиканской Республики Израиль посетила делегация министерства туризма, в которую входила Илана Нойман, мэр города Сосуа. В этом же году еврейская община Доминиканы отметила 75-летие со дня основания своей колонии в этой стране.
В ноябре 2016 года Доминиканскую республику посетил Моди Эфраим, исполнительный директор израильского МИДа по Латинской Америке и странам Карибского бассейна. Эфраим встретился с главой доминиканского МИДа Мигелем Варгасом, членами парламента и членами еврейской общины этой страны. В поездке по стране Эфраима сопровождал посол Израиля в Доминикане Даниэль Сабан.
В феврале 2019 года в Израиль прибудет глава МИД Доминиканской республики Мигель Варгас Мальдонадо.
В феврале 2019 года Даниэль Биран, израильский посол в Санто-Доминго, объявил, что его страна намерена помочь Доминиканской Республике в установке пограничного забора на границе с Гаити для предотвращения потока контрабанды, нелегальной миграции населения и для защиты жителей приграничных районов Доминиканы.

## Торговые отношения
По данным Israel Export and International Cooperation Institute торговые отношения между странами в 2008 году выросли на 5 %.